# Sylvia Lindgren
Astrid Sylvia Lindgren, född 7 september 1945 i Enskede församling i Stockholm, är en svensk politiker (socialdemokrat), som var ordinarie riksdagsledamot 1992–2010 (även ersättare i olika perioder åren 1987–1992) för Stockholms kommuns valkrets.
Hon har facklig bakgrund och har tidigare varit tidningsbud. Hon var landstingsråd med ansvar för personal- och utbildningsfrågor 1988–1991.
I riksdagen var hon bland annat ledamot i näringsutskottet 1994–2006 och i arbetsmarknadsutskottet 2006–2010.